# Mycomya unipectinata
Mycomya unipectinata är en tvåvingeart som beskrevs av Edwards 1927. Mycomya unipectinata ingår i släktet Mycomya och familjen svampmyggor.
Artens utbredningsområde är Sri Lanka. Inga underarter finns listade i Catalogue of Life.